# Macarostola haemataula
Macarostola haemataula là một loài bướm đêm thuộc họ Gracillariidae. Nó được tìm thấy ở Ấn Độ (Karnataka).